# Chuỗi hợp thành
Trong đại số trừu tượng, một chuỗi hợp thành (hay còn gọi là dãy hợp thành) cung cấp một cách để phá vỡ cấu trúc đại số, chẳng hạn như một nhóm hoặc một mô-đun, thành các thành phần đơn giản.
Một chuỗi hợp thành không nhất thiết tồn tại; nếu nó tồn tại thì nó cũng không nhất thiết phải là duy nhất. Tuy nhiên, dưới một số điều kiện cụ thể, một nhóm các kết quả được biết đến dưới tên chung định lý Jordan Hölder khẳng định rằng bất cứ khi nào chuỗi hợp thành tồn tại, các lớp đẳng cấu của các mảnh đơn giản và số bội của chúng được xác định duy nhất (tuy nhiên vị trí của chúng trong chuỗi có thể thay đổi). Do đó, chuỗi hợp thành có thể được sử dụng để định nghĩa các bất biến của các nhóm hữu hạn và các mô đun Artin.

## Nhóm
Một chuỗi hợp thành của một nhóm G là một chuỗi các nhóm con chuẩn tắc có độ dài hữu hạn
{\displaystyle 1=H_{0}\triangleleft H_{1}\triangleleft \cdots \triangleleft H_{n}=G,}
, sao cho mỗi Hi là một nhóm con chuẩn tắc thực sự tối đaị của Hi +1. Một cách tương đương, một chuỗi hợp thành là một chuỗi chuẩn tắc sao cho mỗi nhóm thương Hi +1/Hi là đơn.

### Ví dụ
- Với {\displaystyle n\geq 5}, {\displaystyle 1\triangleleft A_{n}\triangleleft S_{n}} là một chuỗi hợp thành của nhóm đối xứng {\displaystyle S_{n}}. Các nhóm thương lần lượt là {\displaystyle A_{n}} và {\displaystyle \mathbb {Z} /2\mathbb {Z} }.
- {\displaystyle 0\triangleleft \{0,2\}\triangleleft \{0,1,2,3\}} là một chuỗi hợp thành của {\displaystyle \mathbb {Z} /4\mathbb {Z} }.

### Tính duy nhất: Định lý Jordan Hölder
- Định lý - Giả sử nhóm {\displaystyle G} có một chuỗi hợp thành với độ dài {\displaystyle n}. Khi đó, mọi chuỗi hợp thành của {\displaystyle G} cũng có độ dài {\displaystyle n}. Đồng thời, các thương hợp thành đều lần lượt đẳng cấu với nhau (sau một phép hoán vị nếu cần).

#### Ví dụ
- Nhóm xiclic {\displaystyle C_{12}} có vài chuỗi hợp thành {\displaystyle C_{1}\triangleleft C_{2}\triangleleft C_{6}\triangleleft C_{12},\ \,C_{1}\triangleleft C_{2}\triangleleft C_{4}\triangleleft C_{12},} và {\displaystyle C_{1}\triangleleft C_{3}\triangleleft C_{6}\triangleleft C_{12}}. Các dãy thương hợp thành tương ứng là {\displaystyle C_{2},C_{3},C_{2},\ \,C_{2},C_{2},C_{3},} và {\displaystyle C_{3},C_{2},C_{2}.}

## Mô-đun
Cho một vành R và một R -mô-đun M, một chuỗi hợp thành của M là một chuỗi các mô-đun con
{\displaystyle \{0\}=J_{0}\subset \cdots \subset J_{n}=M}
trong đó tất cả các phép bao hàm đều là ngặt và Jk là mô-đun con tối đại của Jk +1 với mọi k.

### Tính duy nhất: Định lý Jordan Hölder
- Định lý - Giả sử mô-đun {\displaystyle M} có một chuỗi hợp thành với độ dài {\displaystyle n}. Khi đó, mọi chuỗi hợp thành của {\displaystyle M} cũng có độ dài {\displaystyle n}. Đồng thời, các thương hợp thành đều lần lượt đẳng cấu với nhau (sau một phép hoán vị nếu cần).[2]